# Holger Persson (företagsledare)

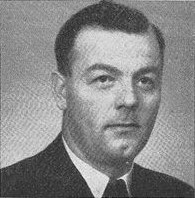
Holger Persson.

Olof Holger Persson, född 25 september 1911 i Voxna församling, Gävleborgs län, död 28 februari 1994 i Ovanåkers församling, Gävleborgs län, var en svensk företagsledare.
Persson, som var son till hemmansägare Per Persson och Maria Enberg, var i yngre år verksam som byggnadssnickare: År 1946 startade han, tillsammans med Gustav Olmats (1907–1987), Snickeriprodukter Olmats & Persson AB i Edsbyn, för vilket han var ägare och styrelseledamot till 1975, då företaget såldes till Bergvik och Ala AB.